# A Melhor Idade (curta-metragem)
A Melhor Idade é um curta-metragem de comédia brasileiro. Dirigido por Angelo Defanti, ele foi lançado em 8 de agosto de 2011 pela Sobretudo Produção. Na TV paga o curta teve estreia pelo Canal Brasil, no programa Curta na Tela.

## Sinopse
Antenor (José Wilker) é um senhor de 70 anos com diabetes e sempre reclama da vida. Com uma ferida na perna ele terá de escolher se deseja continuar tomando os remédios para controlar a doença ou pagar as despesas da TV a cabo.

## Elenco
- José Wilker como Antenor
- Liliana Castro como Rita
- Átila Calache como Entregador
- Miguel Arraes como Garoto